# Флора Австралии
Флора Австралии отличается исключительной своеобразностью. Она восходит к мезозойской флоре Гондваны и формировалась в условиях длительной территориальной изоляции от других материков.

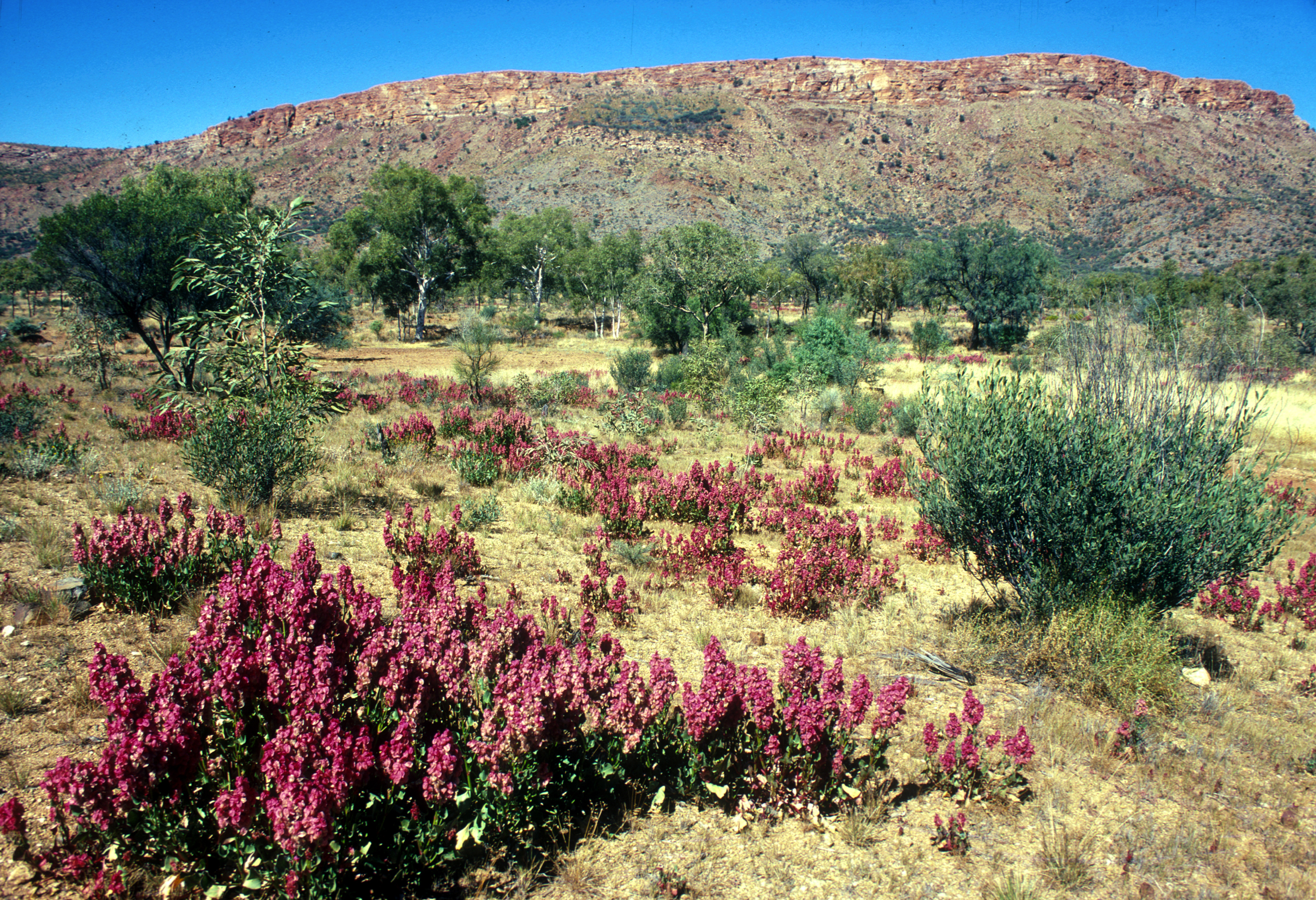
Растительность в австралийской пустыне

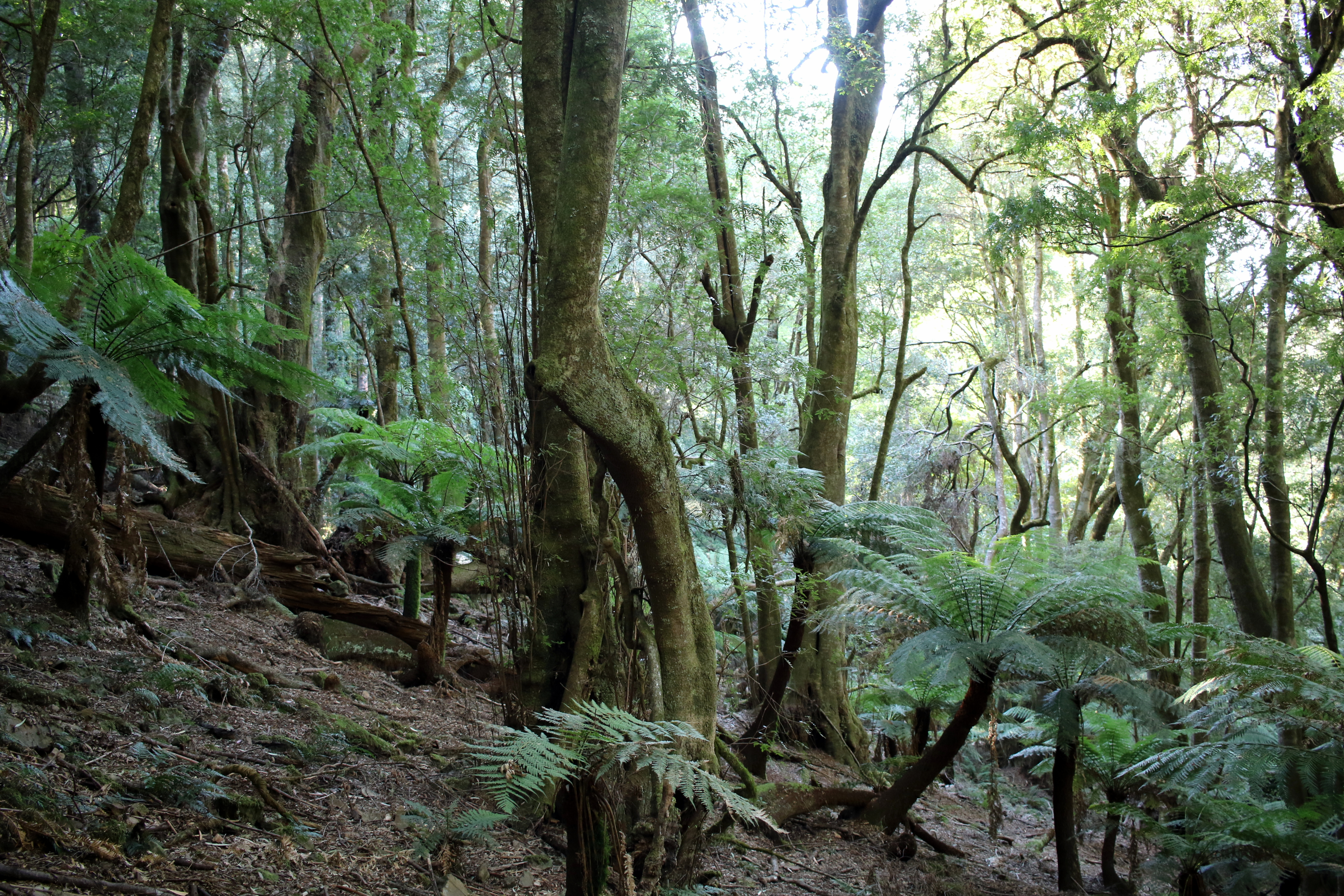
Тропический лес в Новом Южном Уэльсе

По флористической классификации земной поверхности Австралия выделяется в отдельное флористическое царство.

## Видовое разнообразие и эндемизм
Флора Австралии насчитывает более 20 тысяч сосудистых и 14 тысяч бессосудистых растений, из которых около 75 % эндемичны для её территории. В 2009 году была опубликована работа австралийского учёного Чапмена (A. D. Chapman) «Numbers of Living Species in Australia and the World», в которой общее число видов цветковых растений на территории Австралии оценивается приблизительно в 20 тысяч, из которых эндемиками являются, по разным оценкам, от 85 до 92 %.
Наиболее богатым по числу видов является штат Квинсленд, во флоре которого насчитывается 4395 видов, за ним следуют Западная Австралия (4384 вида), Новый Южный Уэльс (3773 вида), Северная территория (2248 видов), Южная Австралия (2208), Виктория — 2171 вид, и, наконец, Тасмания, из 1127 видов которой 140 эндемичны для этого острова.

## История исследования

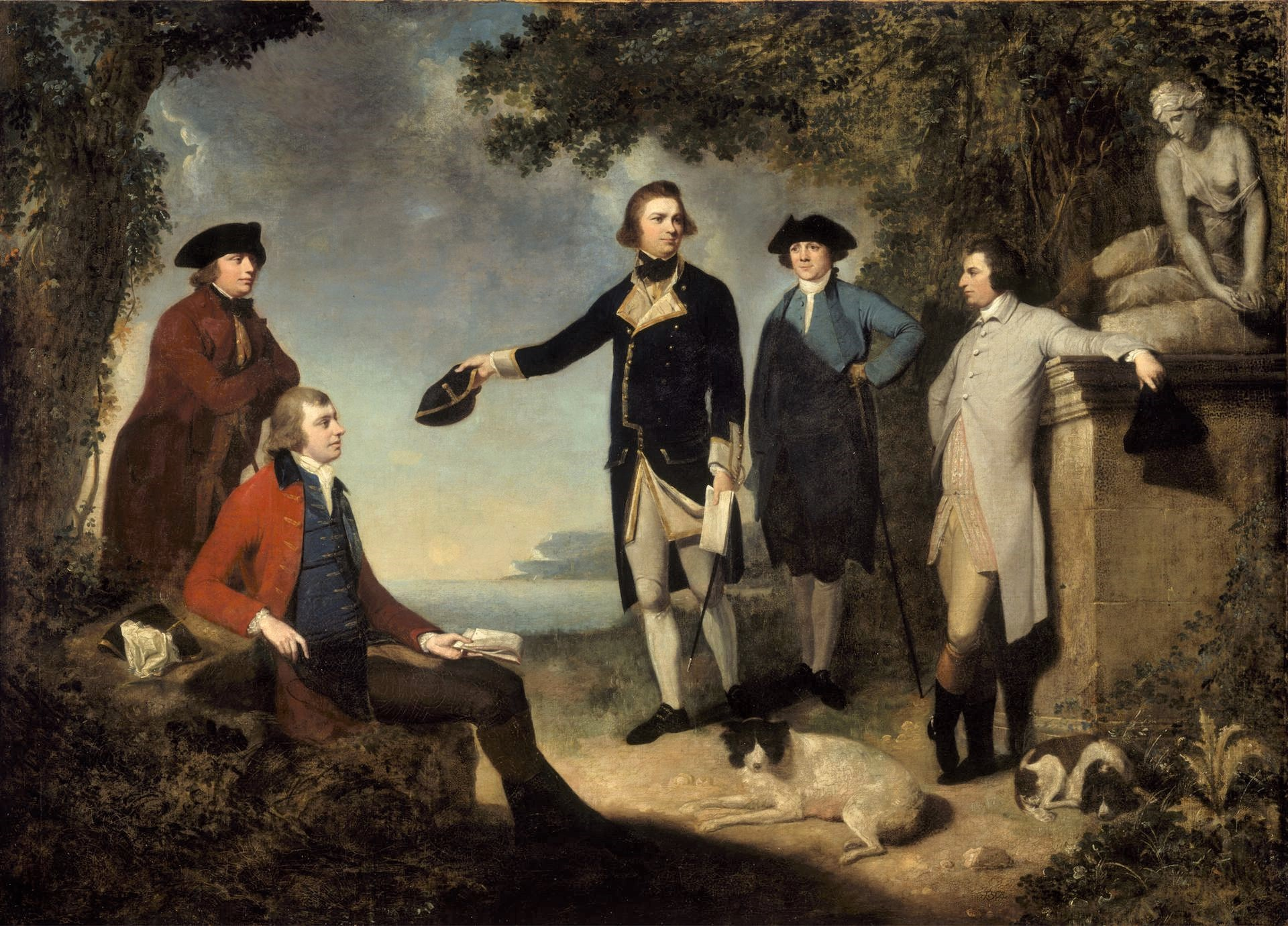
Участники экспедиции Дж. Кука. Слева — Даниэль Соландер и Джозеф Банкс

Начало изучения флоры Австралии было положено во время экспедиций Джеймса Кука: в 1770 году корабль «Индевор» пробыл на стоянке в Ботаническом заливе около двух месяцев, и за это время Даниэль Соландер и Джозеф Банкс собрали богатый гербарий растений, найденных ими поблизости.
Вплоть до начала XIX века природа Австралии изучалась фрагментарно. Так, в 1791 году на юго-западе Австралии работал Ж.-Ж. Лабилльярдиер, а в 1810 году северо-западное побережье было исследовано французским ботаником Жаном Лешено. В 1815 году Аллан Каннингем обследовал Новый Южный Уэльс, а в 1819—1822 годах — северное и северо-западное побережья Австралии.
Но первым подробным исследователем флоры Австралии является Роберт Броун, который прибыл в Австралию в 1801 году с экспедицией Мэтью Флиндерса. Вместе с художником Фердинандом Бауэром он обследовал южные и восточные части материка, а также Тасманию и другие острова, и вернулся в Англию только в 1805, собрав коллекцию из более 4000 видов растений.
В 1852 году на пост правительственного ботаника штата Виктория был назначен Фердинанд фон Мюллер. В 1852—1854 годах он совершил три обширных путешествия по стране и определил около 2000 видов, а в 1855—1856 участвовал в экспедиции А. Грегори в северной Австралии. Он также был директором Ботанического сада в Мельбурне, а после принял участие в составлении семитомной «Флоры Австралии» (Flora Australiensis) Дж. Бентама, издававшейся с 1863 по 1876 годы.
В 1906 году Людвиг Дильс дал подробное описание флоры Западной Австралии, а Карл Домин в 1915 и в 1926—1927 годах опубликовал подробные очерки о флоре и географии растений материка.
Джеймс Одес (англ. James Wales Claredon Audas), директор Национального гербария в Мельбурне, объездил почти всю страну и в 1930—50-х гг. издал множество работ по флоре и растительности Австралии.

## Особенности
Австралия вместе с прилегающими островами образует Австралийское флористическое царство. Оно характеризуется наличием 10 эндемичных семейств, около 400 эндемичных родов и множества видов.
Эндемичные семейства: Австробэйлиевые (Austrobaileyaceae), Гиростемоновые (Gyrostemonaceae), Эмблингиевые (Emblingiaceae), Тетракарпеевые (Tetracarpaeaceae), Библисовые (Byblidaceae), Цефалотовые (Cephalotaceae), Эремосиновые (Eremosynaceae), Аканиевые (Akaniaceae), Тремандровые (Tremandraceae), Брунониевые (Brunoniaceae). Ещё 4 семейства также специфичны для Австралии, но не являются её эндемиками: Эвпоматиевые (Eupomatiaceae) и Гимантандровые (Himantandraceae) встречаются также в Новой Гвинее, а Ксанторреевые (Xanthorrhoeaceae) и Баланопсисовые (Balanopsidaceae) — в Новой Каледонии.
В австралийской флоре любопытны явления викаризма: по сравнению с Южной Африкой, с которой можно проследить общие черты происхождения, здесь в одних и тех же семействах отсутствуют роды, типичные для другой области, но зато появляются другие, не встречающиеся там. Так, для Капской области характерны роды Протея (Protea) и Леукадендрон (Leucadendron) семейства Протейные (Proteaceae), а в Австралии им соответствуют роды Гревиллея (Grevillea), Hakea, Банксия (Banksia) и Дриандра (Dryandra). Ещё более выражен викаризм на уровне семейств: семейство Вересковые (Ericaceae), типичное для Южной Африки, здесь замещается внешне сходным семейством Эпакрисовые, а вместо осок (Carex) здесь можно встретить представителей семейства Рестиевые (Restionaceae).
Другая особенность — очень мало суккулентных растений, которыми так богаты Южная Америка и Южная Африка. Здесь отсутствуют также семейства Хвощёвые, Мириковые, Резедовые, Чайные, Бегониевые, Валериановые и совершенно не встречается подсемейство Яблоневые.

## Состав
| Семейство   | Доля (в %) от общего числа видов | Характерные роды                            |
| ----------- | -------------------------------- | ------------------------------------------- |
| Бобовые     | 12.0                             | Акация, Давизия, Соя                        |
| Миртовые    | 9.3                              | Коримбия, Эвкалипт, Мелалеука, Лептоспермум |
| Астровые    | 8.0                              | Гудения, Олеария                            |
| Злаки       | 6.5                              | Триодия                                     |
| Протейные   | 5.6                              | Банксия, Хакея, Гревиллея                   |
| Осоковые    | 3.3                              | Сыть                                        |
| Орхидные    | 3.0                              | Каладения, Птеростилис                      |
| Эпакрисовые | 2.1                              | Леукопогон, Эпакрис                         |
| Молочайные  | 2.0                              | Рицинокарпос                                |
| Рутовые     | 1.8                              | Борония, Коррея, Цитрус                     |

Один из наиболее многочисленных — полиморфный род Эвкалипт (Eucalyptus), среди более 400 видов которого есть как деревья, так и низкие кустарники, образующие непроходимые заросли пустынь в глубине материка. В Австралии сосредоточено также около половины (до 500) видов рода Акация, для которых, в отличие от южноафриканских видов, характерно отсутствие колючек и наличие филлодиев вместо листьев. Также большим числом видов представлены роды Гревиллея (около 200 видов), Хакея (100) и Дриандра (60 видов).
Обильны в Австралии представители семейств Лилейные и Амариллисовые, многие из которых нашли применение в цветоводстве. Среди орхидей Австралии очень мало эпифитов; большинство из них — наземные, и сосредоточены на восточном побережье. Это представители родов Caladenia, Диурис, Thelymitra, Pterostylis и др. Также по побережьям, только на востоке и севере страны, произрастают пальмы, которых насчитывается всего 26 видов, преимущественно из малезийских родов Licuala, Caryota, Borassus и Areca.

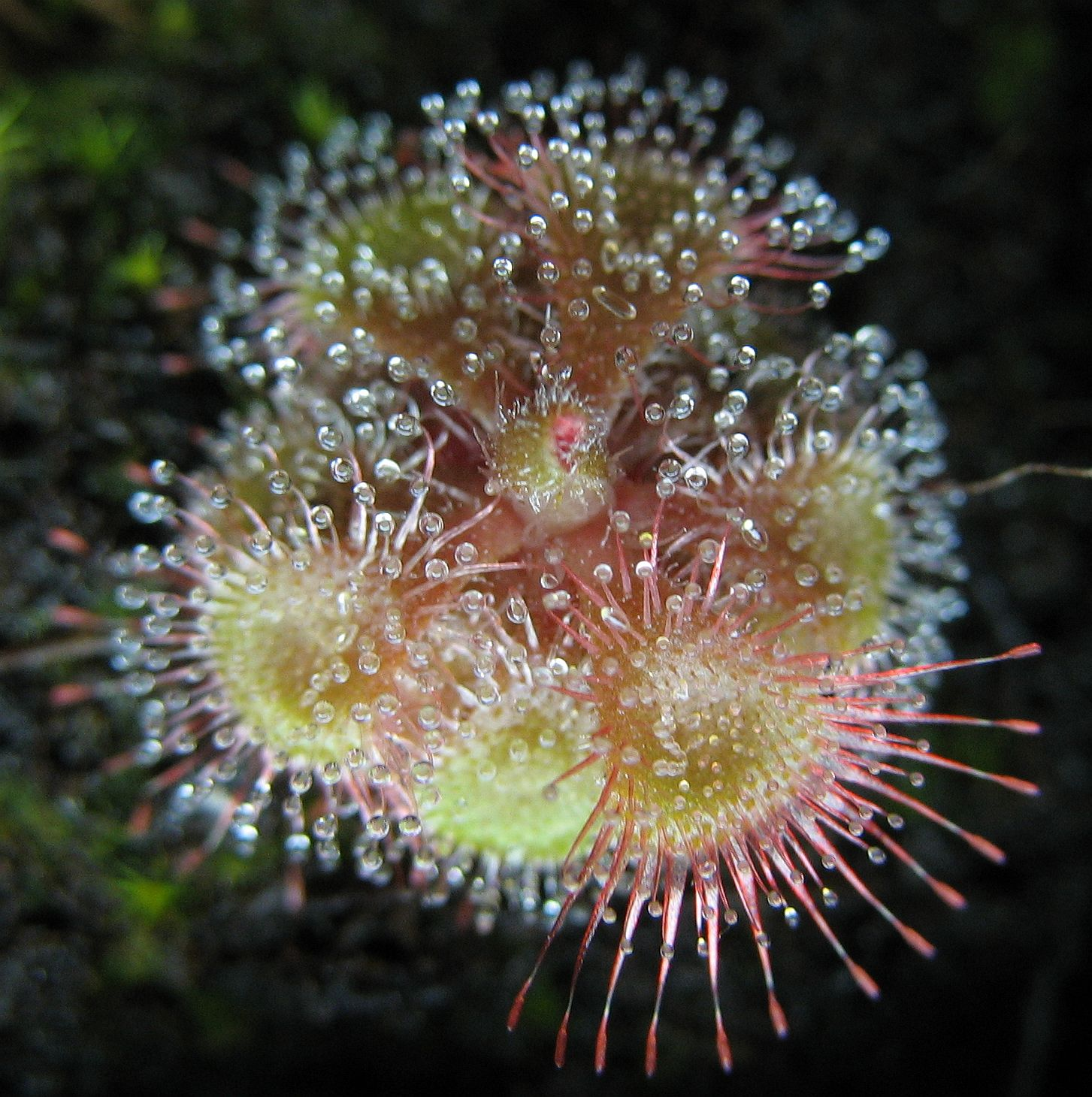
Лист росянки Бёрмана

Семейство Росянковые (Droseraceae) в Австралии обильно по сравнению с Европой и Северной Азией, где встречается только три вида на топких моховых болотах. Здесь же росянок 36 видов, и распространены они практически повсеместно, даже в условиях пустыни; их цветки, в отличие от северных видов, крупные, розовые, голубые или жёлтые, листья так же усажены ловчими насекомоядными желёзками.
В Австралии произрастает около 300 видов папоротниковидных, встречающихся почти исключительно во влажных горных лесах Нового Южного Уэльса, Виктории и Тасмании; наиболее обильны виды родов Альсофила (Alsophila) и Диксония (Dicksonia).
Древнее семейство Саговниковые (Cycadaceae) представлено 15 видами рода Макрозамия. Зато хвойными Австралия богата: их здесь 36 видов из родов Араукария, Агатис, Филлокладус, Каллитрис, Актиностробус и др.; род Подокарп (Podocarpus) насчитывает 5 видов.

## Флористическое районирование
Впервые разделение флоры Австралии на округа было выполнено Людвигом Дильсом в 1906 и 1916 годах. Районирование, произведённое А. Л. Тахтаджяном, базируется на системе Дильса, но отличается в деталях.

### Северо-восточно-австралийская область
Самая маленькая по размеру, включает в себя северные, восточные и юго-восточные лесные и отчасти саванновые участки растительности, а также прибрежные острова (включая остров Тасмания).
Флора в значительной мере родственна флоре Юго-Восточной Азии и Новой Гвинеи. Здесь много малезийских и меланезийских родов и видов: Aleurites moluccana, Podocarpus amarus, Elaeagnus latifolia и др. Мангровая растительность также чрезвычайно схожа с манграми Юго-восточной Азии (роды Rhizophora, Ceriops, Bruguiera). На вершинах гор Тасмании и южной части Австралии встречаются виды из антарктической флоры.
Эндемичные семейства: Австробэйлиевые (Austrobaileyaceae), Тетракарпеевые (Tetracarpaeaceae), Петерманниевые (Petermanniaceae) и Аканиевые (Akaniaceae). Более 150 эндемичных родов (10 эндемичных родов в Тасмании, в том числе Isophysis и Prionotes).

### Центральноавстралийская, или Эремейская, область
Охватывает внутренние сухие саванны, центральные пустыни, а также Южную Австралию. Флора сравнительно бедна и однообразна, с преобладанием австралийских географических элементов. Эндемичные семейства отсутствуют, но имеется около 40 эндемичных родов, преимущественно из семейств Маревые, Капустные и Астровые.

### Юго-западно-австралийская область
Содержит типичную австралийскую флору, с очень небольшой примесью чужеродных элементов. Здесь наиболее высок прогрессивный эндемизм: 3 эндемичных семейства (Цефалотовые, Эремосиновые и Эмблингиевые), около 125 эндемичных родов (включая Dryandra, Nuytsia, Stirlingia и др.), и, по разным оценкам, от 45 до 75 % видов эндемичны для этой области.
Именно на юго-западе Австралии флора оставляет впечатление самобытной и древней, развивающейся на одном и том же месте в течение ряда геологических эпох.